# Chemillé-Melay
Chemillé-Melay war von 2013 bis 2015 eine französische Gemeinde mit zuletzt 8822 Einwohnern (Stand: 1. Januar 2013) im Département Maine-et-Loire in der Region Pays de la Loire. Sie gehörte zum Arrondissement Cholet.
Die Gemeinde entstand als Commune nouvelle mit Wirkung vom 1. Januar 2013 durch die Zusammenlegung der bisherigen selbstständigen Gemeinden Chemillé und Melay, die fortan den Status als Communes déléguées besaßen. Der Verwaltungssitz befand sich in Chemillé.
Mit Wirkung vom 15. Dezember 2015 wurden die Ortschaften Chemillé und Melay mit elf bisher selbstständigen Gemeinden zur Commune nouvelle Chemillé-en-Anjou zusammengelegt. Dies bedeutete die Auflösung der Commune nouvelle Chemillé-Melay.